# Mouvement visionnaire
 (janvier 2017).
Il ne faut pas confondre l’art visionnaire dans sa globalité, qui est intemporel, et le mouvement visionnaire qui a une dimension historique. 
Ce dernier caractérise un groupe restreint d’artistes qui, à une époque donnée, côtoyaient les mêmes lieux, se fréquentaient régulièrement, aimaient la gravure, partageaient certains idéaux et exposaient dans les mêmes galeries. Ce groupe s’est par la suite dissous. Ces mêmes artistes, bien que restant liés par des liens d’affinités plus ou moins prononcés, ont continué leur quête personnelle artistique se dirigeant vers d’autres horizons dans le domaine de l’art.

## Description
Le mouvement visionnaire s’est formé à Paris dans les années 70 et a été très actif jusque dans les années 2000. Il touche principalement la gravure et la peinture. Le terme visionnaire, dans ce contexte, intègre différentes approches artistiques. Ses œuvres sont toutefois caractérisées par une approche imaginative et subjective mettant en évidence la notion d’exploration de l’Être et du monde à travers des métaphores qui transcendent les réalités physiques. Les artistes de ce mouvement sont considérés comme les membres d’un groupe informel ayant partagé des références artistiques similaires, ayant exposé et travaillé aux mêmes endroits, et qui aimaient à se retrouver pour discuter ensemble.

### Origines
Michel Random (1933-2008), écrivain, journaliste, critique d’art, cinéaste et photographe est le promoteur du mouvement visionnaire. Il écrira deux livres sur « l'art visionnaire » dans lesquels apparaitront quasiment tous les artistes considérés appartenir au mouvement.[réf. nécessaire]
A Paris, en 1976, à la suite d’une exposition organisée par la  galerie Michèle Broutta où se côtoient des personnalités déjà reconnues et de jeunes artistes en passe de le devenir, Michel Random lance l’idée d’un nouveau mouvement artistique composé d’artistes dits « visionnaires » selon ses propres termes. Il réalise en 1977 un long métrage sur « l'art visionnaire », révélant au public le groupe d’artistes informel découvert à la galerie Michèle Broutta une année auparavant. En parallèle il organise un certain nombre d’expositions itinérantes regroupant ces mêmes artistes.
En 1979, il fait paraître son premier livre sur « l'art visionnaire » (éd. Fernand Nathan) qui est suivi en 1991 par L'Art visionnaire (éd. Philippe Lebaud).
D’après Michel Random, l’art visionnaire prend forme lorsque le fantastique se fond dans l’imaginaire et lorsque l’imaginaire se fond dans l’imaginable. Chacune des œuvres dites visionnaires présentent donc un monde fictif avec ses formes, ses couleurs et sa logique.
Les artistes du groupe ne se sont pas tous reconnus dans cette appellation de mouvement visionnaire ni dans sa définition. Il en reste tout de même un groupe soudé par son approche artistique, ses idées et ses liens d’amitié.

### Artistes principaux du mouvement
Hélène Csech, Dado, Erik Desmazières, Yves Doaré, François Houtin, Lodého, Lunven, Alain Margotton, Didier Mazuru, Mockel, Philippe Mohlitz, Jacques Moreau dit « Le Maréchal », Moreh,  Georges Rubel, Velly. 
L’artiste Sénéca[Qui ?] aurait aussi pu être considéré comme faisant partie du groupe mais il n’aimait pas cette étiquette et ses amalgames ; il n’a jamais exposé à Paris et n’est pas dans les livres de Michel Random qui regroupe les artistes visionnaires. Le seul lien existant qui le relie au groupe est le catalogue « Stratégie de l’ombre ». 

### Lieux fréquentés par les artistes dits «visionnaires»
Les galeries Bernier (Paris 6e) et Michèle Broutta (Paris 15e) ont exposé la plupart de ces artistes. Un grand nombre d’entre eux allaient également tirer leurs gravures à l’atelier d’imprimerie « taille douce » René Tazé (Paris 10e). 

## Aspects techniques
Le mouvement visionnaire fut au départ tourné vers la gravure et influencé par des graveurs classiques tels que Albrecht Dürer (XXVIe), Hercule Seghers (XVIIe), Piranèse (XVIIIe) et Rodolphe Bresdin (XIXe). 
Tous les membres du groupe sont passés par la gravure sur cuivre sauf un, Alain Margotton, introduit plus tard par Michèle Broutta dans le groupe. La gravure en taille-douce est donc un lien essentiel. 
Les artistes visionnaires contemporains se sont aussi nourris du courant plus récent surréaliste ainsi que des arts primitifs italien flamand et allemand. Leurs prédécesseurs comptent parmi William Blake, Hieronymus Bosch, Rodolphe Bresdin, Gustave Moreau ou encore Odilon Redon. 
Au sein du groupe « visionnaire », la plupart des artistes étaient très intéressés par l’aspect technique du travail pictural, et alors que les artistes contemporains de l’époque souhaitaient autant que possible rompre avec le passé (ce qui primait pour eux : la créativité, le style, appartenir au courant moderne de l’époque), les membres de ce groupe se sentaient plutôt légataires d’un savoir faire ancestral qu’ils souhaitaient perpétuer tout en l’enrichissant et le faisant progresser. 
Les bornes du mouvement visionnaire ne sont pas tout à fait évidentes. Néanmoins, la construction d’une œuvre visionnaire sert une idée plutôt qu’une vérité physique et s’appuie sur la recherche d’une réalité intérieure. L’artiste visionnaire est capable de donner une forme à ce qui sommeille dans les profondeurs de son être. La dimension imaginaire est primordiale dans l’approche artistique et prédomine par rapport à la réalité environnante (culturelle, politique, esthétique). Les thèmes récurrents sont les suivants:  Profusion des formes, accumulation d’objets, magmas de corps, jeux de foules.  

### Rapprochements erronés avec le fantastique
Une des raisons qui justifie la réticence de certains artistes à cette notion de visionnaire est l’amalgame souvent fait entre les œuvres « visionnaires » et « fantastiques » malgré des différences notoires entre ces deux courants. L’essence même de l’art fantastique est qu’il regroupe des œuvres illustratives tournées vers le rêve, l’horreur et la science fiction. A contrario, ce qui caractérise l’art visionnaire c’est son abstraction : l’artiste exprime son paysage intérieur, une vision qui va au-delà du monde physique et des formes connues et acceptées. Bien que la dimension de l’onirisme soit très présente dans ces deux mouvements, l’approche est donc sensiblement différente. L’art fantastique présente des illustrations : il n’y a pas d’art fantastique abstrait. A contrario, l’abstraction est primordiale dans l’art visionnaire.

## Citations et point de vue des artistes sur l’art visionnaire
- « Le graveur comme le peintre choisit de se retirer, de prendre une distance par rapport aux images du quotidien afin de fabriquer et d’exposer d’autres images. Il nous propose de retrouver une innocence du regard quand la plupart des images d'aujourd’hui s’imposent à nous comme une mise en demeure, une entreprise de séduction, ou encore s’insinuent en nous comme une mauvaise conscience. »[3] (Yves Doaré, Les Visionnaires, 2012)
- « Et les œuvres hétérogènes des Visionnaires révèlent. Elles voilent et dévoilent. Elles déguisent et manifestent. Elles annoncent. Elles seraient des augures. Elles présagent. Elles prophétisent. Elles éprouvent le vertige du Temps.»[4] (Gilbert Lascault, 2006)
- « Si le propos de l’art fantastique est de nous faire rêver, celui de l’art visionnaire doit être me semble-t-il de nous ramener à nous-mêmes. »[5] (Didier Mazuru, Les Visionnaires, p. 219)
- « Je ne crois ni à ce que je touche, ni à ce que je vois. Je ne crois qu'à ce que je ne vois pas et à ce que je sens[6]. » (G. Moreau, Souvenirs intimes, 1926)